# 風伝説 第二章〜雑巾野郎 ボロボロ一番星TOUR2015〜
『風伝説 第二章〜雑巾野郎 ボロボロ一番星TOUR2015〜』（かぜでんせつ だいにしょう ぞうきんやろう ぼろぼろいちばんぼしツアー2015）は、2016年2月24日にリリースされた湘南乃風の5枚目の映像作品である。発売元はトイズファクトリー。

## 概要
- 約2年振りとなるツアー『風伝説 第二章〜雑巾野郎 ボロボロ一番星TOUR2015〜』から2015年8月16日に横浜アリーナで行われた公演の模様を収録。
- 特典映像として、2015年12月6日に国立代々木競技場第一体育館で行われた公演の模様の一部を収録。
- 初回限定盤には、代々木公演で披露した新曲「一番星」を収録したCDを付属。

## 収録映像曲

### DISC-1
- 2015年08月16日(日) 横浜アリーナ

1. COME AGAIN
2. DON'T BE AFRAID
3. SHOW TIME
4. Born to be WILD
5. 覇王樹
6. 炎天夏
7. ロード
8. パズル
9. Z〜俺等的逆襲〜
10. 爆音男〜BOMBERMAN〜
11. 黄金魂
12. Joker
13. ちくしょー☆ばいみー
14. いつか〜ヒーローベルト
15. 2015メドレー(Revolution〜ハンパねぇ!!〜SUN DANCER)〜Turn Over
16. MASCHINE〜Type AB〜
17. BIG UP
18. 応援歌
19. 親友よ
20. 我楽多
21. 瞹色
22. 恋時雨
23. 晴ル矢
24. バブル
25. 紅
26. Freeeeeeeee
27. 純恋歌
28. 睡蓮花

### DISC-2
- 2015年12月06日(日) 国立代々木競技場 第一体育館

1. COME AGAIN
2. 雪月花
3. 一番星
4. Freeeeeeeee (代々木ファイナル ver.)
5. 純恋歌

### CD
1. 一番星
（作詞・作曲:湘南乃風 / 編曲：Monster Rion、湘南乃風）